# Mi gente
"Mi Gente" é uma canção do cantor colombiano J Balvin e do artista musical francês Willy William. Foi composta por ambos em conjunto com Adam Ashadally, Andrés David Restrepo e Mohombi Nzasi Moupondo, sendo produzida por William. A faixa foi lançada como single em 30 de junho de 2017 pela Scorpio e Universal Latin. Em 28 de setembro do mesmo ano, foi lançado um remix com a participação da cantora estadunidense Beyoncé, o qual apresenta composição e produção da própria, com escrita adicional de Terius Nash. Esta versão foi lançada também pela Scorpio e pela Universal Latin, em parceria com a Republic Records e a Parkwood Entertainment.

## Composição
"Mi Gente" copiou a composição da música "Heila Duila Nach" de Bangla.

## Desempenho comercial
A versão original liderou as paradas na maioria dos países latino-americanos. O remix ajudou a alcançar um novo pico nos Estados Unidos, Canadá, Bolívia, Costa Rica, Argentina e Austrália.
Nos Estados Unidos, a versão original da música chegou ao número dois na parada Hot Latin Songs e na 19ª posição na Billboard Hot 100. Após o lançamento da versão remixada da música com Beyoncé, a música alcançou o primeiro lugar na Hot Latin Songs, terminando o reinado de 35 semanas liderado por "Despacito", tornando-se o quarto número um de Balvin na Hot Latin Songs, bem como a canção mais alta de Beyoncé no gráfico depois de "Irreplaceable" atingir o número quatro e "Beautiful Liar" chegar ao número 10 em 2007. No Hot 100, o remix passou do número 21 para o número três depois de uma semana completa, dando a Balvin e William seu primeiro top 10 e Beyoncé seu 17º single top 10 (27 com Destiny's Child) O remix também alcançou o primeiro lugar no ranking Digital Songs, com 79.000 cópias vendidas durante essa semana (vendas combinadas com a versão original), tornando-se a primeira música número um de Balvin e William naquela parada, e a sexta de Beyoncé, bem como apenas a segunda canção cantada na maior parte em espanhol a atingir o topo do gráfico depois de "Despacito". Isso fez "Mi Gente", ao lado de "Despacito", como a primeira vez na história da Hot 100 que dois não-ingleses a conseguir entrar no top 10 simultaneamente.
No Canadá, a versão original da música chegou ao número 13 no Canadian Hot 100. Após uma semana inteira de acompanhamento com o remix, a música alcançou um novo pico no segundo lugar atrás de "Rockstar" de Post Malone e 21 Savage, tornando-se o maior single em paradas até a época, de Balvin e William, e o top 10 de Beyoncé. Ele também passou do número 17 para o número um na tabela Hot Digital Songs.
J Balvin e Willy William lançaram seis remixes adicionais de "Mi Gente" com Steve Aoki, Alesso, Cedric Gervais, Dillon Francis, Sunnery James & Ryan Marciano, e Henry Fong.

## Vídeo musical
Dirigido por 36 Grados, o videoclipe que o acompanha estreou no Vevo no mesmo dia do single. Leila Cobo, da revista Billboard, descreveu o vídeo como "uma explosão de cor e dança", que apresenta pessoas de todo o mundo e que é tudo sobre a unificação através da música. Tem muitas aparições, incluindo o milionário italiano Gianluca Vacchi.
O videoclipe tem mais de 2,2 bilhões de visualizações no YouTube até janeiro de 2019, tornando-o o 22º vídeo mais visto no site.

## Faixas e formatos
| Download digital |            |         |  |
| N.º              | Título     | Duração |  |
| 1.               | "Mi Gente" | 3:09    |  |

| Remix |                                   |         |  |
| N.º   | Título                            | Duração |  |
| 1.    | "Mi Gente" (Remix com Henry Fong) | 3:38    |  |

| Remix |                                            |         |  |
| N.º   | Título                                     | Duração |  |
| 1.    | "Mi Gente" (Remix com Hardwell & Quintino) | 2:25    |  |

| Remix |                                       |         |  |
| N.º   | Título                                | Duração |  |
| 1.    | "Mi Gente" (Remix com Cedric Gervais) | 4:32    |  |

| Remix |                                       |         |  |
| N.º   | Título                                | Duração |  |
| 1.    | "Mi Gente" (Remix com Dillon Francis) | 3:28    |  |

| Remix |                                   |         |  |
| N.º   | Título                            | Duração |  |
| 1.    | "Mi Gente" (Remix com Steve Aoki) | 3:56    |  |

| Remix |                                                      |         |  |
| N.º   | Título                                               | Duração |  |
| 1.    | "Mi Gente" (Remix com Sunnery James & Ryan Marciano) | 3:58    |  |

| Remix |                               |         |  |
| N.º   | Título                        | Duração |  |
| 1.    | "Mi Gente" (Remix com Alesso) | 3:36    |  |

## Desempenho nas tabelas musicais

### Posições
| Chart (2017)                            | Maior posição |
| --------------------------------------- | ------------- |
| Alemanha (Official German Charts)       | 3             |
| América Latina (Monitor Latino)         | 1             |
| Argentina (Monitor Latino)              | 2             |
| Austrália (ARIA)                        | 27            |
| Áustria (Ö3 Austria Top 40)             | 5             |
| Bélgica (Ultratop 50 de Flanders)       | 8             |
| Bélgica (Ultratop 40 de Valônia)        | 7             |
| Bolívia (Monitor Latino)                | 2             |
| Brasil (Brazil Hot 100)                 | 3             |
| Brasil (Billboard Brasil)               | 8             |
| Canadá (Canadian Hot 100)               | 13            |
| Chile (Monitor Latino)                  | 1             |
| Colômbia (National-Report)              | 1             |
| Costa Rica (Monitor Latino)             | 2             |
| Dinamarca (Tracklisten)                 | 3             |
| Escócia (Scottish Singles Chart)        | 20            |
| Eslováquia (Singles Digital Top 100)    | 4             |
| Eslovênia (SloTop50)                    | 28            |
| Equador (Monitor Latino)                | 1             |
| Equador (National-Report)               | 1             |
| El Salvador (Monitor Latino)            | 1             |
| Espanha (PROMUSICAE)                    | 1             |
| Estados Unidos (Billboard Hot 100)      | 3             |
| Estados Unidos (Latin Pop Songs)        | 2             |
| Estados Unidos (Hot Latin Songs)        | 1             |
| Estados Unidos (Pop Songs)              | 33            |
| Estados Unidos (Rhythmic Songs)         | 26            |
| Filipinas (Philippine Hot 100)          | 54            |
| Finlândia (Suomen virallinen lista)     | 3             |
| França (SNEP)                           | 10            |
| Guatemala (Monitor Latino)              | 1             |
| Hungria (Single Top 40)                 | 12            |
| Hungria (Stream Top 40)                 | 4             |
| Irlanda (IRMA)                          | 4             |
| Itália (FIMI)                           | 1             |
| Líbano (Lebanese Top 20)                | 12            |
| México (Monitor Latino)                 | 1             |
| México (Billboard Mexico Airplay)       | 1             |
| México (AMPROFON)                       | 1             |
| Países Baixos (Dutch Top 40)            | 1             |
| Países Baixos (Single Top 100)          | 1             |
| Nova Zelândia (Recorded Music NZ)       | 32            |
| Noruega (VG-lista)                      | 11            |
| Panamá (Monitor Latino)                 | 1             |
| Paraguai (Monitor Latino)               | 1             |
| Peru (Monitor Latino)                   | 1             |
| Polônia (Polish Airplay Top 100)        | 36            |
| Portugal (AFP)                          | 1             |
| Reino Unido (UK Singles Chart0          | 5             |
| República Checa Rádio Top 100           | 12            |
| República Checa Singles Digital Top 100 | 1             |
| República Dominicana (Monitor Latino)   | 1             |
| Romênia (Media Forest)                  | 1             |
| Russia (Tophit)                         | 3             |
| Suécia (Sweden Top 100)                 | 4             |
| Suíça (Schweizer Hitparade)             | 4             |
| Uruguai (Monitor Latino)                | 3             |
| Venezuela (Monitor Latino)              | 3             |
| Venezuela (National-Report)             | 2             |
| Venezuela (Record Report)               | 30            |

| Chart (2017)                          | Posição |
| ------------------------------------- | ------- |
| Alemanha (Official German Charts)     | 15      |
| Argentina (Monitor Latino)            | 21      |
| Austrália (ARIA)                      | 85      |
| Áustria (Ö3 Austria Top 40)           | 20      |
| Bélgica (Ultratop Flanders)           | 41      |
| Bélgica (Ultratop Wallonia)           | 56      |
| Canadá (Canadian Hot 100)             | 35      |
| Dinamarca (Tracklisten)               | 59      |
| Estados Unidos (Billboard Hot 100)    | 50      |
| El Salvador (Monitor Latino)          | 1       |
| Hungria (Single Top 40)               | 34      |
| Hungria (Stream Top 40)               | 11      |
| Israel (Media Forest)                 | 13      |
| Itália (FIMI)                         | 17      |
| México (AMPROFON)                     | 10      |
| Países Baixos (Single Top 100)        | 16      |
| Reino Unido (Official Charts Company) | 51      |
| Romênia (Airplay 100)                 | 55      |
| Suécia (Sverigetopplistan)            | 54      |
| Suíça (Schweizer Hitparade)           | 41      |

| Chart (2018)                       | Posição |
| ---------------------------------- | ------- |
| Alemanha (Official German Charts)  | 90      |
| Argentina (Monitor Latino)         | 36      |
| Canadá (Canadian Hot 100)          | 67      |
| Estados Unidos (Billboard Hot 100) | 99      |

## Vendas e certificações
| Região | Certificação | Vendas/distribuição |
| --- | ------------ | ------------------- |
| Alemanha (BVMI) | Platina      | 400,000^            |
| Austrália (ARIA) | 3× Platina   | 210,000^            |
| Áustria (IFPI Austria) | Ouro         | 15,000*             |
| Bélgica (BEA) | 2× Platina   | 60,000*             |
| Brasil (Pro-Música Brasil) | 2× Diamante  | 320,000*            |
| Canadá (Music Canada) | 6× Platina   | 480,000^            |
| Dinamarca (IFPI Dinamarca) | Ouro         | 45,000^             |
| Espanha (PROMUSICAE) | 4× Platina   | 160,000^            |
| França (SNEP) | Diamante     | 233,333*            |
| Itália (FIMI) | 4× Platina   | 200,000‡            |
| México (AMPROFON) | 2× Platina   | 120,000*            |
| Noruega (IFPI Noruega) | Platina      | 10,000*             |
| Polónia (ZPAV) | Platina      | 20,000*             |
| Portugal (AFP) | Platina      | 10,000^             |
| Reino Unido (BPI) | Platina      | 600,000‡            |
| Suécia (GLF) | 3× Platina   | 120,000^            |
| Steve Aoki Remix |              |                     |
| Espanha (PROMUSICAE) | Ouro         | 20,000*             |
| *vendas baseadas apenas na certificação ^distribuições baseadas apenas na certificação ‡dados de streaming baseados somente em certificação |              |                     |

## Histórico de lançamento
| Região         | Data                  | Formato                           | Versão                              | Gravadora               | Ref.    |
| -------------- | --------------------- | --------------------------------- | ----------------------------------- | ----------------------- | ------- |
| Vários         | 30 de junho de 2017   | Download digital                  | Original                            | Scorpio Universal Latin | [ 8 ]   |
| Itália         | 14 de julho de 2017   | Rádios de sucessos contemporâneos | Original                            | Universal               | [ 116 ] |
| Estados Unidos | 18 de julho de 2017   | Rádios de sucessos contemporâneos | Original                            | Republic                | [ 117 ] |
| Vários         | 20 de outubro de 2017 | Download digital                  | Alesso Remix                        | Scorpio Universal       | [ 15 ]  |
| Vários         | 20 de outubro de 2017 | Download digital                  | Cedric Gervais Remix                | Scorpio Universal       | [ 11 ]  |
| Vários         | 20 de outubro de 2017 | Download digital                  | Dillon Francis Remix                | Scorpio Universal       | [ 12 ]  |
| Vários         | 20 de outubro de 2017 | Download digital                  | Henry Fong Remix                    | Scorpio Universal       | [ 9 ]   |
| Vários         | 20 de outubro de 2017 | Download digital                  | Steve Aoki Remix                    | Scorpio Universal       | [ 13 ]  |
| Vários         | 20 de outubro de 2017 | Download digital                  | Sunnery James & Ryan Marciano Remix | Scorpio Universal       | [ 14 ]  |
| Vários         | 3 de novembro de 2017 | Download digital                  | Hardwell & Quintino Remix           | Scorpio Universal       | [ 10 ]  |

## Beyoncé remix
Em 28 de setembro de 2017, uma versão remix com vocais da cantora norte-americana Beyoncé foi lançada em lojas digitais e serviços de streaming. O remix foi lançado como single pela Universal Music Latin, pela Republic Records, Columbia Records, e Parkwood Entertainment. Beyoncé doou todos os lucros da música para instituições de caridade de furacões no México, Porto Rico e outras ilhas do Caribe. Balvin e William afirmaram que Beyoncé era a "melhor escolha" para o remix, e não esperavam que ela concordasse com a música quando eles a convidaram.
Beyoncé mais tarde interpretou a música em seu set no Coachella em 2018. No segundo fim de semana, Balvin se juntou a ela no palco.
Essa música também faz parte do repertório da turnê do OTR II. A música foi adicionada ao set list no show em Manchester em 13 de junho de 2018 no Etihad Stadium.

## Vídeo musical
Um videoclipe também foi lançado no YouTube com a participação do produtor americano Diplo, o DJ francês David Guetta, os DJs holandeses Martin Garrix e Tiësto, o venezuelano YouTuber Lele Pons, o futebolista brasileiro Neymar, a cantora brasileira Anitta, o cantor colombiano El Llane, o futebolista português Cristiano Ronaldo e vários fãs participaram do vídeo.

## Recepção crítica
A versão com Beyoncé foi nomeada "Best New Track" pela Pitchfork com Matthew Ismael Ruiz afirmando que a canção "é sobre um orgulho cultural compartilhado, que transcende fronteiras e raça, da Colômbia de J Balvin para Puerto Rico e em toda a Latinidade. É uma declaração que "El mundo nos quiere" (O mundo nos quer). Beyoncé recebe isso, e com este remix, ela faz o backup de suas palavras com ação. Isto é o que soa como solidariedade". Randall Roberts do Los Angeles Times escreveu: "Dizer que Beyoncé dá uma mão no remix é um eufemismo. Ao contrário dos convidados que limitam suas contribuições para um único verso ou gancho atrasado, Beyoncé derruba "Mi Gente" do primeiro verso e prossegue para billy manobrar através do rítmica, up-tempo jam como a rainha que ela é".

### Faixas
| Download digital |                                          |         |  |
| N.º              | Título                                   | Duração |  |
| 1.               | "Mi Gente" (com participação de Beyoncé) | 3:29    |  |

### Prêmios e indicações
| Ano  | Cerimônia                    | Prêmio                                  | Resultado | Ref     |
| ---- | ---------------------------- | --------------------------------------- | --------- | ------- |
| 2018 | ASCAP Latin Awards           | Most Performed Songs                    | Venceu    | [ 122 ] |
| 2018 | Billboard Music Awards       | Top Latin Song                          | Indicado  | [ 123 ] |
| 2018 | Billboard Latin Music Awards | Hot Latin Song of the Year              | Indicado  | [ 124 ] |
| 2018 | Billboard Latin Music Awards | Hot Latin Song of the Year, Vocal Event | Indicado  | [ 124 ] |
| 2018 | Billboard Latin Music Awards | Airplay Song of the Year                | Indicado  | [ 124 ] |
| 2018 | Billboard Latin Music Awards | Digital Song of the Year                | Indicado  | [ 124 ] |
| 2018 | Billboard Latin Music Awards | Streaming Song of the Year              | Indicado  | [ 124 ] |
| 2018 | Billboard Latin Music Awards | Latin Rhythm Song of the Year           | Venceu    | [ 124 ] |
| 2018 | iHeartRadio Music Awards     | Best Remix                              | Indicado  | [ 125 ] |
| 2018 | Latin American Music Awards  | Song of the Year                        | Indicado  | [ 126 ] |
| 2018 | Latin American Music Awards  | Favorite Urban Song                     | Indicado  | [ 126 ] |
| 2018 | Latin Grammy Awards          | Best Urban Fusion/Performance           | Indicado  | [ 127 ] |
| 2018 | MTV Millennial Awards        | Hit of the Year                         | Indicado  | [ 128 ] |

## Desempenho nas tabelas musicais

### Posições
| Chart (2017-18)                       | Maior posição |
| ------------------------------------- | ------------- |
| Alemanha (Official German Charts)     | 3             |
| América Latina (Monitor Latino)       | 1             |
| Argentina (Monitor Latino)            | 1             |
| Austrália (ARIA)                      | 11            |
| Áustria (Ö3 Austria Top 40)           | 4             |
| Bélgica (Ultratop 50 de Flanders)     | 8             |
| Bélgica (Ultratop 40 de Valônia)      | 7             |
| Brasil (Brazil Hot 100)               | 3             |
| Bolívia (Monitor Latino)              | 1             |
| Canadá (Canadian Hot 100)             | 13            |
| Colômbia (National-Report)            | 1             |
| Chile (Monitor Latino)                | 1             |
| Costa Rica (Monitor Latino)           | 1             |
| Equador (Monitor Latino)              | 1             |
| Equador (National-Report)             | 1             |
| El Salvador (Monitor Latino)          | 1             |
| Espanha (PROMUSICAE)                  | 15            |
| Estados Unidos (Billboard Hot 100)    | 3             |
| Estados Unidos (Hot Latin Songs)      | 1             |
| Estados Unidos (Dance Club Songs)     | 15            |
| Estados Unidos (Pop Songs)            | 18            |
| Estados Unidos (Rhythmic Songs)       | 2             |
| Guatemala (Monitor Latino)            | 1             |
| Hungria (Rádiós Top 40)               | 7             |
| Hungria (Dance Top 40)                | 2             |
| Hungria (Single Top 40)               | 2             |
| Hungria (Stream Top 40)               | 1             |
| Malásia (RIM)                         | 17            |
| México (Monitor Latino)               | 1             |
| México (Billboard Mexico Airplay)     | 1             |
| México (AMPROFON)                     | 1             |
| Nova Zelândia (Recorded Music NZ)     | 39            |
| Países Baixos (Dutch Top 40)          | 1             |
| Países Baixos (Single Top 100)        | 1             |
| Panamá (Monitor Latino)               | 1             |
| Paraguai (Monitor Latino)             | 1             |
| Peru (Monitor Latino)                 | 1             |
| Polônia (Polish Airplay Top 100)      | 49            |
| Portugal (AFP)                        | 34            |
| República Dominicana (Monitor Latino) | 1             |
| Suécia (Sweden Top 100)               | 32            |
| Suíça (Schweizer Hitparade)           | 16            |
| Uruguai (Monitor Latino)              | 1             |
| Venezuela (Monitor Latino)            | 3             |
| Venezuela (National-Report)           | 5             |

## Vendas e certificações
| Região | Certificação        | Vendas/distribuição |
| --- | ------------------- | ------------------- |
| Austrália (ARIA) | Platina             | 70,000^             |
| EUA (RIAA) | 68x Platina (Latin) | 4,080,000‡          |
| *vendas baseadas apenas na certificação ^distribuições baseadas apenas na certificação ‡dados de streaming baseados somente em certificação |                     |                     |

## Histórico de lançamento
| Região      | Data                  | Formato                           | Gravadora                                 | Ref.    |
| ----------- | --------------------- | --------------------------------- | ----------------------------------------- | ------- |
| Vários      | 28 de outubro de 2017 | Download digital                  | Universal Latin Scorpio Columbia Parkwood | [ 118 ] |
| Itália      | 29 de outubro de 2017 | Rádios de sucessos contemporâneos | Universal                                 | [ 161 ] |
| Reino Unido | 13 de outubro de 2017 | Urban contemporary                | Polydor                                   | [ 162 ] |
| Reino Unido | 20 de outubro de 2017 | Rádios de sucessos contemporâneos | Polydor                                   | [ 163 ] |